# Макаров, Никанор Демьянович
Никано́р Демья́нович Мака́ров (25 июня 1916, Изиморка, Уржумский уезд, Вятская губерния, Российская империя — 8 июня 1975, Советский, Марийская АССР, РСФСР, СССР) — советский деятель сельского хозяйства, агроном. Главный агроном Советского районного управления сельского хозяйства Марийской АССР (1962—1975). Заслуженный агроном РСФСР (1965). Участник Великой Отечественной войны. Член ВКП(б) с 1951 года.

## Биография
Родился 25 июня 1916 года в деремне Изиморки ныне Лебяжского района Кировской области.
В 1936 году окончил Нартасский сельскохозяйственный техникум Мари-Турекского района Марийской АССР. По окончании техникума работал агрономом в селе Нартасы и Параньгинском районе Марийской АССР.
В марте 1942 года призван в РККА. Участник Великой Отечественной войны: служил в 14 отдельном мотоциклетном полку, старший лейтенант. В ноябре 1945 года демобилизован из армии. 
В 1946—1952 годах — директор Хлебниковского МТС Марийской АССР.
В 1956 году окончил Ленинградский институт прикладной зоологии и фитопатологии.
С 1960 года — в Советском районе Марийской АССР: главный агроном районной сельскохозяйственной инспекции и ОПХ «Рассвет», в 1962—1975 годах — главный агроном Советского районного управления сельского хозяйства.
За вклад в развитие сельского хозяйства в 1965 году ему присвоено почётное звание «Заслуженный агроном РСФСР». Награждён орденами Трудового Красного Знамени, «Знак Почёта», медалями и Почётной грамотой Президиума Верховного Совета Марийской АССР. 
Скончался 8 июня 1975 года в посёлке Советском Марийской АССР. Похоронен в селе Вятское Советского района МАССР.  

## Трудовые звания и награды
- Заслуженный агроном РСФСР (1965)[1][2]
- Орден Трудового Красного Знамени (1973)[1][2]
- Орден «Знак Почёта» (1971)[1][2]
- Медаль «За победу над Германией в Великой Отечественной войне 1941—1945 гг.» (09.05.1945)[4]
- Медаль «За доблестный труд. В ознаменование 100-летия со дня рождения Владимира Ильича Ленина» (1970)[1][2]
- Почётная грамота Президиума Верховного Совета Марийской АССР (1957)[1][2]